# Interkosmos 6
Interkosmos 6 (Интеркосмос 6 em russo), também denominado de Energia 1 ou Energiya 1, foi um satélite artificial soviético lançado em 7 de abril de 1972, por meio de um foguete Voskhod a partir do Cosmódromo de Baikonur.

## Características
O Interkosmos 6 foi o primeiro membro (de dois, sendo o outro o Kosmos 1026) da série de satélites Energiya, dedicado ao estudo da magnetosfera e a atmosfera superior da Terra e dos raios cósmicos e os meteoroides no espaço próximo da Terra. Ele estava enquadrado dentro do programa de cooperação internacional Interkosmos entre a União Soviética e outros países.
Foi injetado em uma órbita inicial de 256 km de apogeu e 203 km de perigeu, com uma inclinação orbital de 51,8 graus e um período de 89,8 minutos. Reentrou na atmosfera de maneira controlada em 11 de abril de 1972.
O mesmo foi o primeiro da segunda geração de satélites Interkosmos, sendo maior e mais pesado que seus antecessores, com uma massa de 1825 kg, dos quais 1044 eram carga científica. O instrumento principal era um calorímetro de ionização (denominado de BFB-C) construído em colaboração com a Hungria, Polônia, Tchecoslováquia e Romênia. Outro equipamento incluía uma emulsão fotográfica multicamada de brometo de prata para a detecção e monitoramento de raios cósmicos, e instrumentação eletrônica para realizar a mesma tarefa. A emulsão foi revelada fotoquimicamente, uma vez regressado a terra o satélite, pelo Instituto Conjunto de Pesquisa Nuclear de Dubna e colocada à disposição dos cientistas dos países participantes no desenvolvimento da instrumentação.
As operações do Interkosmos 6 incluíram:
- Medição de raios cósmicos com energias entre 1012 e 1013 eV.
- Medir a composição química e o espectro da radiação de alta energia no espaço.
- Medir as propriedades dos meteoroides no espaço próximo da Terra.

O projeto do satélite foi baseado no das cápsulas Vostok e retornou à Terra depois de quatro dias de missão, devolvendo sãos e salvos alguns instrumentos e registros para o seu estudo.